# Thessalon
Thessalon är en ort i Kanada.   Den ligger i provinsen Ontario, i den sydöstra delen av landet, 600 km väster om huvudstaden Ottawa. Thessalon ligger 175 meter över havet och antalet invånare är 1 464.
Terrängen runt Thessalon är platt. Trakten är glest befolkad. Thessalon är det största samhället i trakten. 
Omgivningarna runt Thessalon är en mosaik av jordbruksmark och naturlig växtlighet.